# Ricky Wilson
Ricky Helton Wilson (ur. 19 marca 1953, zm. 12 października 1985) – współzałożyciel (obok Kate Pierson, Freda Schneidera, Keitha Stricklanda i swojej siostry Cindy Wilson), gitarzysta i kompozytor amerykańskiego zespołu nowofalowo-rockowego The B-52’s. Grywał również na klawiszach, a w niektórych utworach śpiewał w chórkach. Zmarł na AIDS.
Podobnie jak pozostali męscy członkowie grupy The B-52’s był osobą homoseksualną. Jego orientacja seksualna, podobnie jak Freda i Keitha została upubliczniona w pierwszej połowie lat 90.